# Lac Don Pedro
Le lac Don Pedro – Don Pedro Lake ou Don Pedro Reservoir en anglais – est un lac de barrage dans le comté de Tuolumne, en Californie, dans le sud-ouest des États-Unis. Situé sur le cours de la Tuolumne, il est franchi par le James E. Roberts Bridge et le Jacksonville Road Bridge.